# 桑給巴爾瓦鰈
桑給巴爾瓦鰈為輻鰭魚綱鰈形目鰈亞目瓦鰈科的其中一種，為熱帶海水魚，分布於西印度洋桑吉巴海域，棲息深度183-457公尺，棲息在底層水域，生活習性不明。